# 切西爾赫斯特 (新澤西州)
切西爾赫斯特（英語：Chesilhurst）是位於美國新澤西州康登縣的自治市鎮。

## 人口
根據2020年美國人口普查的數據，切西爾赫斯特的面積為4.45平方千米，皆為陸地。當地共有人口1536人，而人口密度為每平方千米345人。